# Aldenborgh
De Aldenborgh was een kasteel of adellijk huis in de Nederlandse stad Weert, provincie Limburg. Het lag aan het riviertje de Biest, ten noorden van kasteel Nijeborg, waar sinds 1461 het minderbroedersklooster staat.

## Kasteel of hof?
Over de Aldenborgh is vrij weinig bekend. Het is zelfs niet duidelijk of het daadwerkelijk een kasteel was of slechts een hof. In rentmeestersrekeningen wordt slechts over een hof gesproken, maar de rekening van 1432 maakt melding van een kapel en 'cameren': dat zou dan alsnog wijzen op de aanwezigheid van een representatief verblijf voor de heer Van Horn. Aangezien er rondom de hof ook een gracht lag, is het aannemelijk dat er sprake was van een verdedigbaar stenen huis.

## Geschiedenis
De vrije rijksheerlijkheid Weert werd in 1062 door Otto van Thüringen geschonken aan de Sint-Servaas van Maastricht. De heren van Horn wisten echter in de 12e eeuw steeds grotere delen van de heerlijke rechten in Weert te verwerven. In een oorkonde uit 1295 staat vermeld dat graaf Willem II van Horn een huis bezat in Weert, en in 1296 sloot hij een overeenkomst met Goosen van Born om water van een riviertje te mogen aftappen, om de gracht rondom zijn Weertse hof te kunnen vullen. Aangenomen wordt dat de Aldenborgh rond 1290 door Willem is gebouwd. 

### Klooster
In het tweede kwart van de 15e eeuw werd begonnen met de bouw van kasteel Nijeborg. Graaf Jacob I -  die op Aldenborgh was geboren en er regelmatig met zijn vrouw heeft gewoond - besloot om zijn oude hof met kapel over te dragen aan de minderbroeders, mogelijk naar aanleiding van het overlijden van zijn echtgenote Johanna van Meurs. In de overdracht werd de oude hof aangeduid als het 'oude kasteel'.
Het terrein werd verder bebouwd, en tussen 1500 en 1512 werd de oude grafelijke kapel vervangen door een kerk, de zogenaamde Paterskerk. Ondanks oorlogshandelingen en de Beeldenstorm is het klooster behouden gebleven. Tegenwoordig is er het verzorgingshuis Hieronymus Bos in gevestigd.
Aerwinkel · Kasteel Afferden · Aldt Huys · Aldenborgh · Kasteel Aldenghoor · Aldenhoven · Alte Burg · Kasteel Amstenrade · Slot Annendael · Kasteel Arcen · Baersdonck · Bakvliet · Baronsberg · Baxhof · Beegden ·  Benzenrade · Kasteel De Berckt · Kasteel Bethlehem · Beusdaelshof · Binsfeld · Huis Blankenberg · Kasteel Bleijenbeek · Blitterswijck · Boerlo · Bolberg · Bollenberg · Kasteel De Bongard · Borggraaf · Kasteel d'Erp · Kasteel Borggraaf · Kasteel Borgharen · Kasteel Born · Huis Bree · Breust · Kasteel Broekhuizen · Broekhuizen · Gracht Burggraaf · Kasteel De Burght · Kasteel Cartils · Cloppenburg (Oost-Maarland) · Kasteel Cortenbach · Huis De Dael · Dammerscheid · Kasteel De Bockenhof · De Donck (Sevenum) · De Donck (Swolgen) · De Dorth ·  Huis ten Dijcken · Kasteel Doenrade · De Doom · Douve · Douvenrade · De Dries · Kasteel Erenstein · Kasteel Eijsden · Eijsden · Einrade · Kasteel Elsloo · Ensenbroek · Eperhuis · Etzenraderhuuske · Exaten · Kasteel Eijckholt · Kasteel Eyckholt · Eys · Gastendonck · Kasteel Genbroek · Gebroken Slot · Kasteel Geijsteren · Kasteel Op Genhoes · Kasteel Genhoes · Genneperhuis · Kasteel Het Geudje · Kasteel Geulle · Kasteel Geusselt · Geijsteren · Gen Heck · Ghoor · Kasteel Goedenraad · Kasteel Grasbroek · Kasteel Groenendaal · Groethof · Groot Paarlo · Kasteel van Gronsveld · De Gun ·Kasteel Haeren · Kasteel Den Halder · Heerlaer · Heeze · Heijen · 's-Herenanstel · Kasteel Hillenraad · Kasteel Hoensbroek · Hoenshuis · Holstrate · Holtmühle · Huize Holtum · Kasteel Horn · De Horst · Huys ter Horst · Ten Hove (Grathem) · Ten Hove (Panningen) · Huis Brias · Huis Darth ·  Kasteel Hurpesch · Kasteel Sint-Jansgeleen · Kasteel Jerusalem · Kasteel Kaldenbroek · Den Kamp · Kasteel Karsveld · Kasteel Keverberg · Klein Paarlo · Klimmender Huuske · De Kolck · Koppelberg · Laar · Landsfort · Kasteel Lemiers · Kasteelruïne Lichtenberg · Kasteel Limbricht · Lonesteyn · Huize Lovendael · Mazenburg · Kasteel van Meerlo · Kasteel Meerssenhoven · Meezenbroek · Kasteel van Mheer · Middelaar · Kasteel Millen · Kasteel Montfort · Movert · Mulrode · De Munt · Château Neercanne · Kasteel Neubourg · Nienghoor · Huis Nierhoven · Kasteel Nieuwenbroeck · Nije Huys · Kasteel Nijenborgh · Kasteel Nijswiller · Nijthuysen · Kasteel Obbicht · Oedenrade · Kasteel Ooijen · Kasteel Oost (Valkenburg) · Kasteel Oost (Oost-Maarland) · Kasteel Ouborg · Overen · Kasteel Passarts-Nieuwenhagen · Prickenis · Prinsenhof · Puth · De Putting · Raath · De Raay · Ravenhof · Kasteel Reijmersbeek · Kasteel van Rijckholt · Kasteel Rivieren · Rodenbroek · Rosendaal · Kasteel Schaesberg · Kasteel Schaloen · Te Scharen · Schenkenburg · Kasteel Scheres · De Spijker (Geijsteren) · De Spijker (Leeuwen) · Huis Severen · Sibberhuuske · Château St. Gerlach · Spraland · Huis De Spyker · Huize Stalberg · Stalberg (Wellerlooi) · De Steeg · Kasteel Stein · Steinhagen · Steenen Huis · Stoel van Swentibold · Strijthagen (Landgraaf) · Strijthagen (Welten) · Struyver · Kasteel Terborgh · Terlinden (Wijnandsrade) · Terveurdt · Ter Weyer · Kasteel Ter Worm · De Tombe · Huis De Torentjes · Triest · Trippaert · Kasteel Vaalsbroek · Kasteel Vaeshartelt · Valkenburg · Vliek · De Vroenhof · Vrijburg · Kasteel Wambach · Warenberg · Well · Weyershof ·  Wijlre · Kasteel Wijnandsrade · Wijnandsrade · Wijnantshof · Wissegracht · Huize Witham · Kasteel Wittem · Wolfrath · Wylre